# Poda de Herefórdia
Poda ou Doda (em inglês antigo: Podda, Dodda) foi bispo de Herefórdia de 741 até sua morte em 747/758. Em 747, participou no Concílio de Clovecho presidido pelo arcebispo Cuteberto da Cantuária.